# ویرژینی افیرا

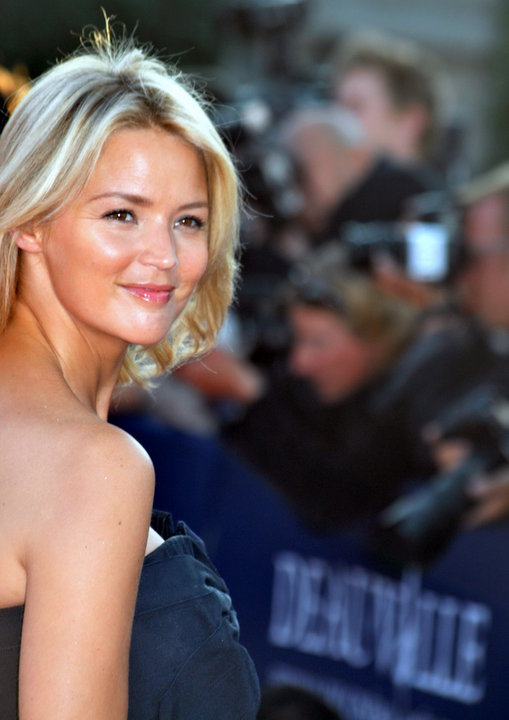
ویرژینی اِفیرا در جشنواره فیلم آمریکایی دوویل در سال ۲۰۱۰

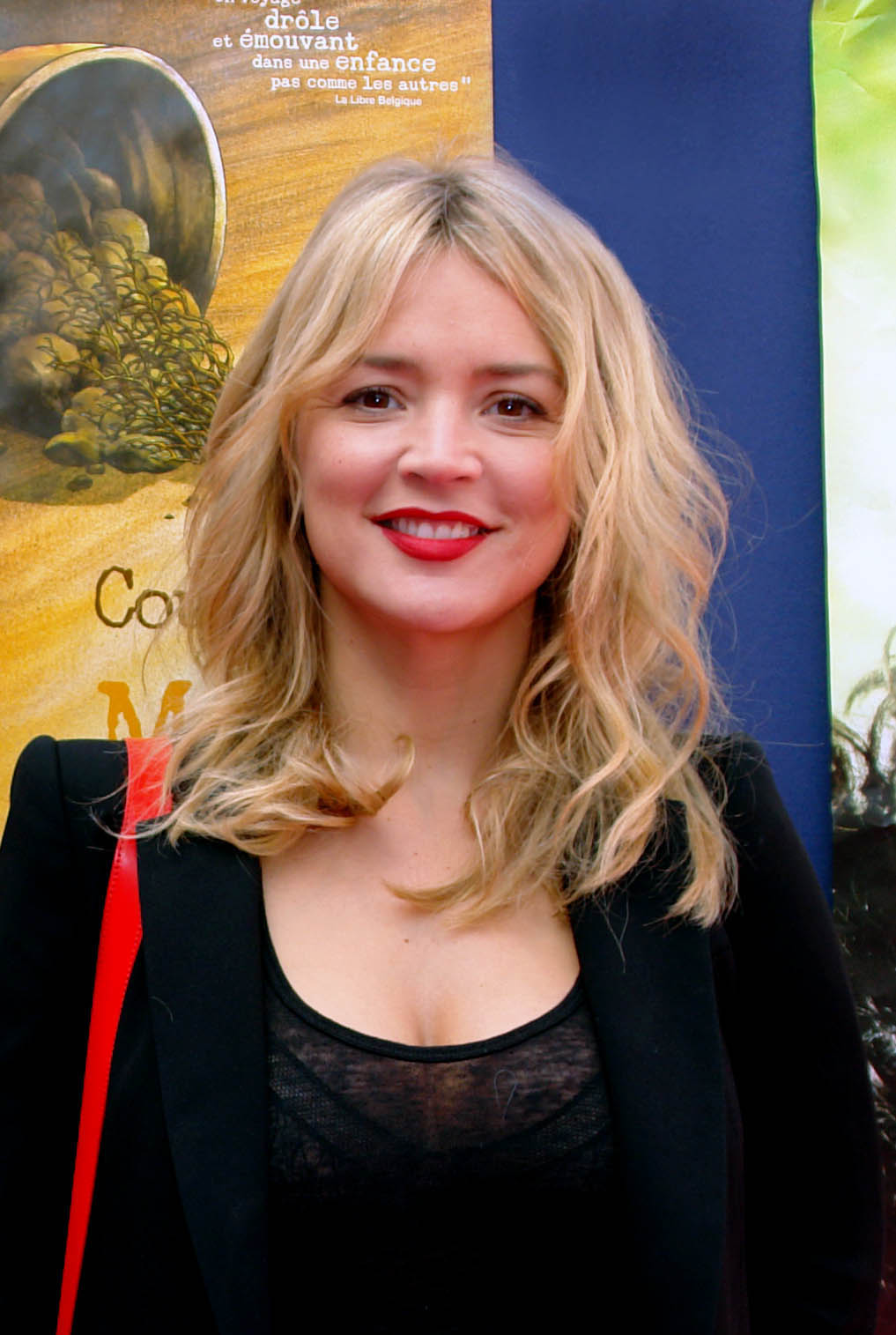
ویرژینی اِفیرا در جشنواره بین‌المللی فیلم فرانکوفون نامور در سال ۲۰۱۲

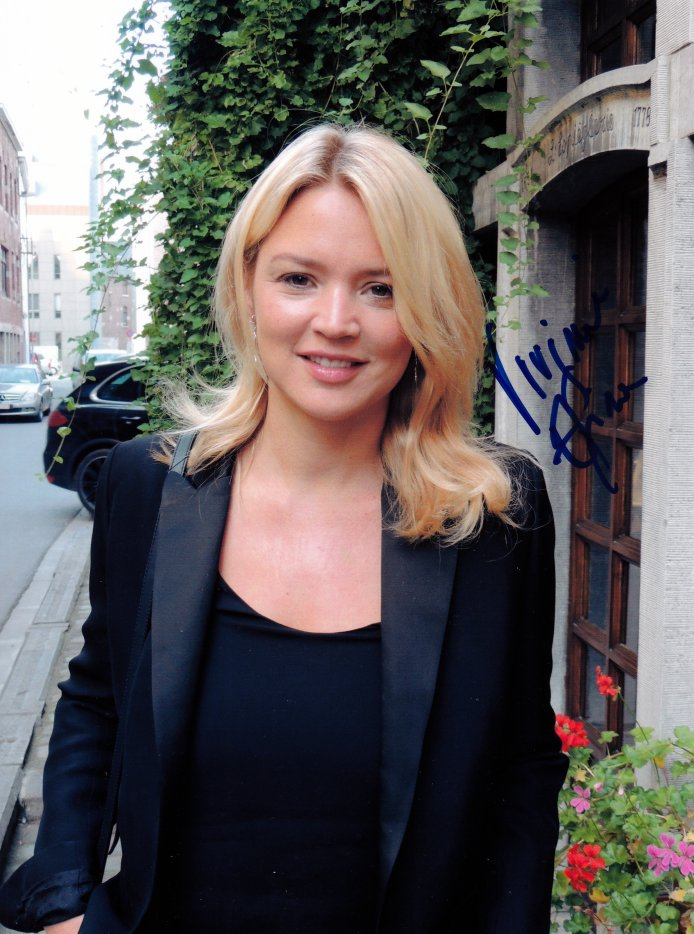
ویرژینی اِفیرا در سال ۲۰۱۲

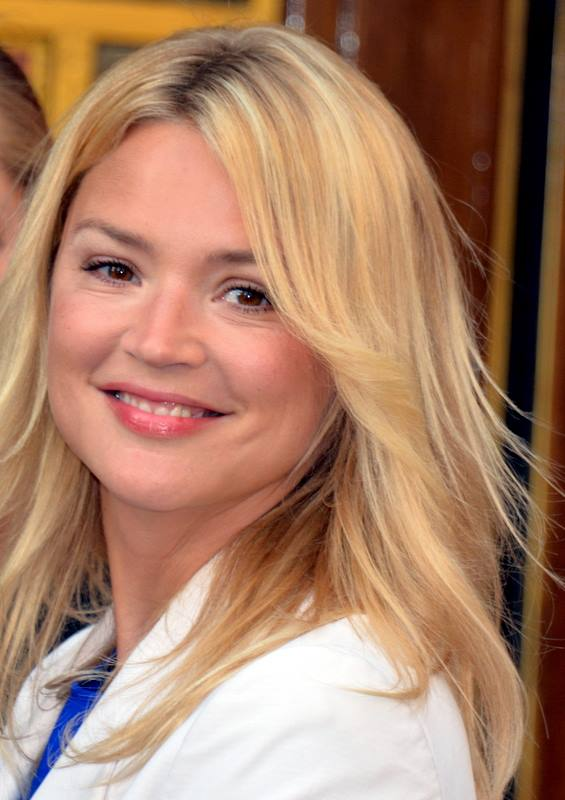
ویرژینی اِفیرا در سال ۲۰۱۴

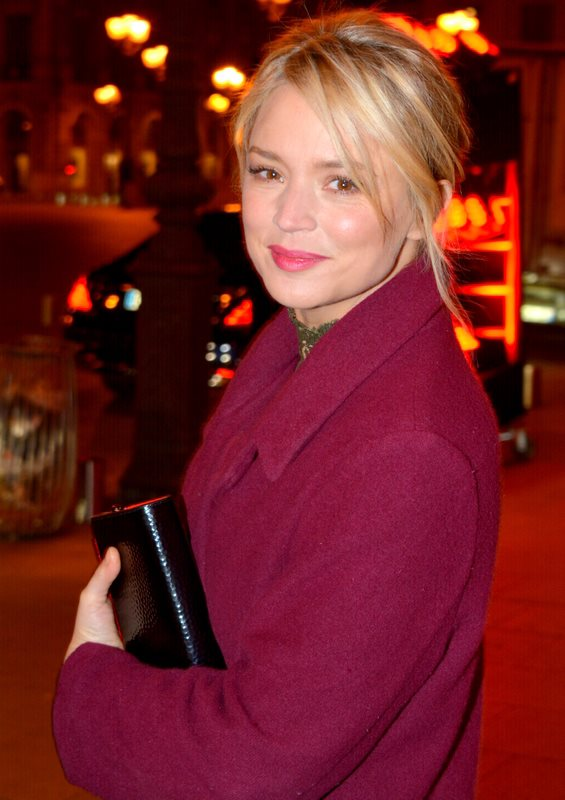
ویرژینی اِفیرا در سال ۲۰۱۷

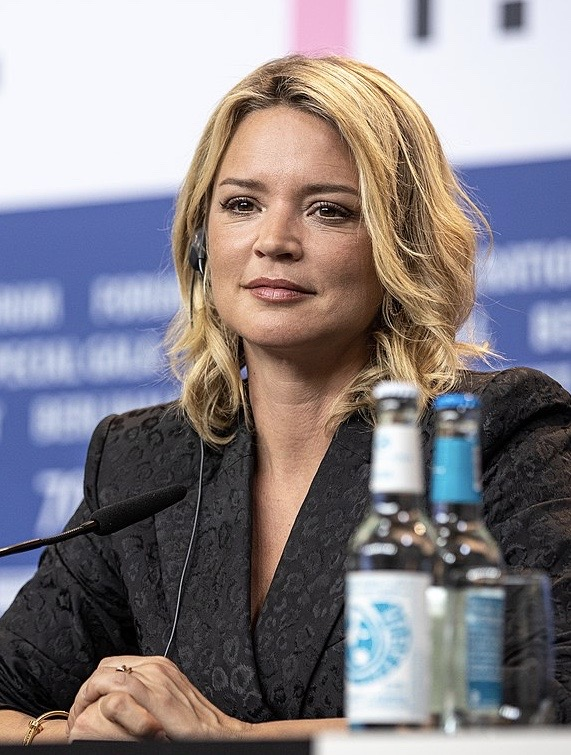
ویرژینی اِفیرا در هفتادمین جشنواره بین‌المللی فیلم برلین در سال ۲۰۲۰

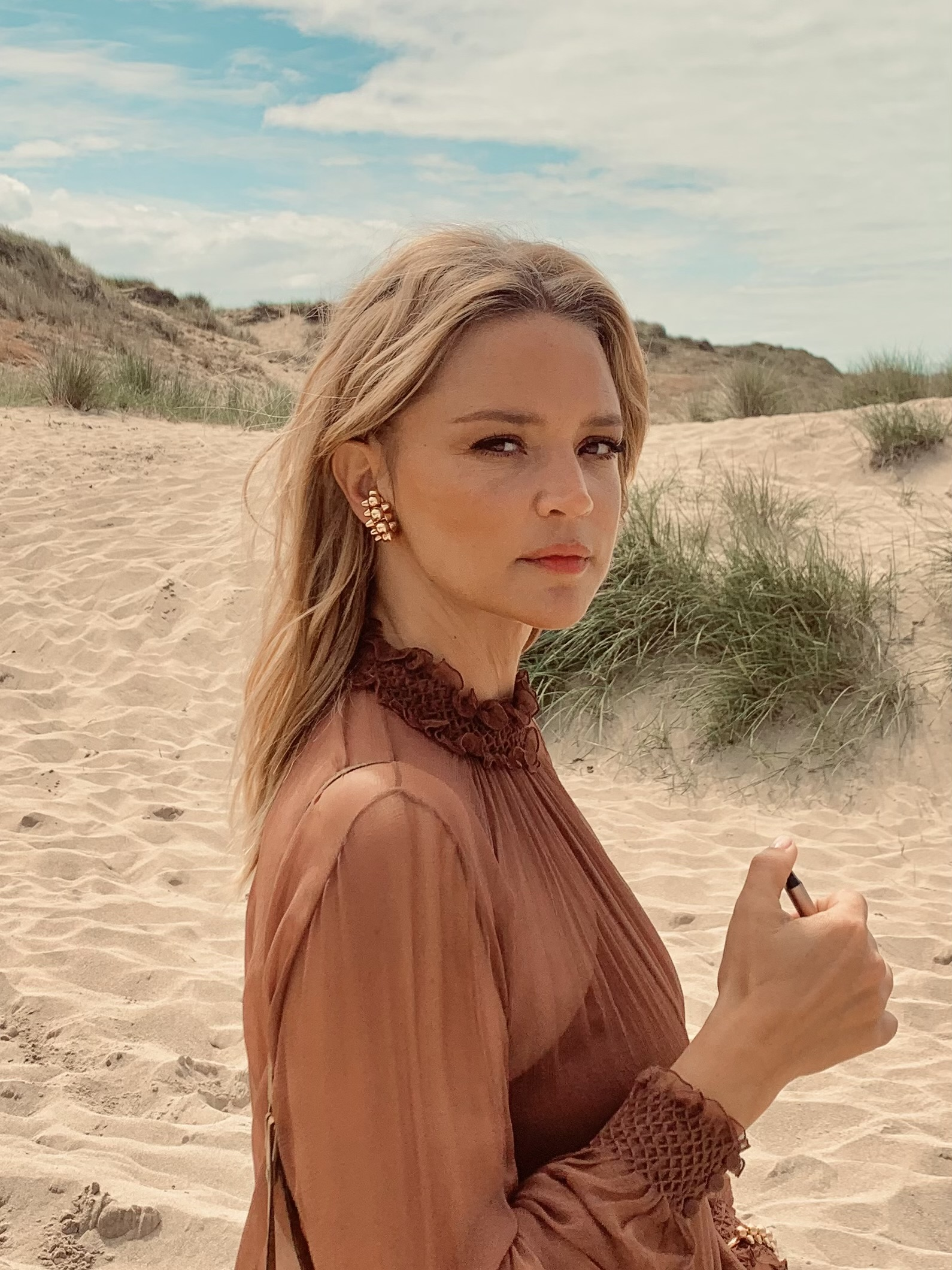
ویرژینی اِفیرا در سال ۲۰۲۱

ویرژینی اِفیرا (فرانسوی: Virginie Efira‎؛ زادهٔ ۵ مهٔ ۱۹۷۷) بازیگر و مجری تلویزیون اهل بلژیک است.
وی نخستین نقش اصلی خود را در فیلم کمدی عاشقانه ۲۰ سال فاصله ایفا کرد. ویرژینی متعاقباً برای بازی در فیلم کمدی-درام ویکتوریا تحسین منتقدان را برانگیخت و نامزد دریافت «جایزه ماگریت بهترین بازیگر زن» و «جایزه سزار بهترین بازیگر نقش اول زن» شد. پس از آن در فیلم تریلر روان‌شناختی او (۲۰۱۶) به کارگردانی پل ورهوفن، فیلم درام یک عشق ناممکن (۲۰۱۸)، فیلم کمدی-درام پیشگو (۲۰۱۹) و فیلم کمدی سیاه بای بای کله‌پوک‌ها (۲۰۲۰) و فیلم تاریخی بندتا (۲۰۲۱) هنرنمائی کرد.

## اوایل زندگی
ویرژینی افیرا دختر آندره اِفیرا (André Efira) یک سرطان‌شناس-خون‌شناس و کارین ورلست (Carine Verelst) است و تباری از یهودیان یونانی نیز دارد. پدر و مادرش هنگامی که او نه ساله بود از هم جدا شدند. او دو برادر و یک خواهر دارد. ویرژینی افیرا در بروکسل لاتین، ریاضی، روانشناسی و علوم اجتماعی خواند، در انستیتوی ملی هنرهای نمایشی و سپس در کنسرواتوار برای آموزش تئاتر ثبت نام کرد اما این تحصیلات را به پایان نرساند. ویرژینی افیرا در بیست و هشت سالگی به پاریس رفت.

## زندگی شخصی
او در سال ۲۰۰۲ با پاتریک ریدره‌مون ازدواج کرد و در ۲۰۰۵ از او جدا شد. این دو در سال ۲۰۰۹ رسماً جدا شدند. وی از سال ۲۰۱۳ تا ۲۰۱۴ نامزدِ مبروک المکری بود که باهم یک پسر به نام علی به دنیا آوردند. ویرژینی هم‌اکنون شریک زندگی نیلس اشنایدر است که در سال ۲۰۲۳ یک فرزند پسر هم از او به دنیا آورد. او در سال ۲۰۱۶ شهروندی فرانسه را دریافت کرد.

## گزیدهٔ نقش‌آفرینی‌ها

### سینما
| سال  | نام فیلم            | نقش           | کارگردان                    | نکته |
| ---- | ------------------- | ------------- | --------------------------- | --- |
| ۲۰۰۵ | میان‌وزن‌های آفریقایی | ویکی ماری     | دانیل کاتیه                 | فیلم کوتاه |
| ۲۰۰۹ | بارون‌ها             | آرتیست        | نبیل بن یادیر               | |
| ۲۰۱۰ | سوت‌زن               | کندیس         | فیلیپ لوفور                 | |
| ۲۰۱۰ | عشق دوطرفه بهتر است | آنژل          | دومینیک فاروژیا و آرنو لمور | |
| ۲۰۱۰ | لطفاً مرا بکش        | بازرس اِورار   | اولیا بارکو                 | نامزد جایزه ماگریت بهترین بازیگر نقش مکمل زن                                                                          |
| ۲۰۱۱ | بخت زندگی‌ام         | ژوآنا سورینی  | نیکلا کوش                   | بهترین بازیگر زن جشنوارهٔ فیلم کمدی مونت کارلو                                                                         |
| ۲۰۱۱ | بدترین کابوسم       | ژولی          | آن فونتن                    | |
| ۲۰۱۲ | پرزیدنت اِنو         | در نقش خودش   | میشل مولر                   | |
| ۲۰۱۲ | حرف زدن مرد مرده    | الیزابت لاکوآ | پاتریک ریدره‌مون             | |
| ۲۰۱۳ | کلوچه               | دلفین         | لیا فیزر                    | |
| ۲۰۱۳ | ۲۰ سال فاصله        | آلیس لانتین   | داوید مورو                  | |
| ۲۰۱۳ | شکست‌ناپذیرها        | کارولین       | فردریک برت                  | |
| ۲۰۱۳ | در میان موج‌ها       | ماری درویل    | کریستوف اوفنشتاین           | |
| ۲۰۱۵ | کاپریس              | آلیسیا        | امانوئل موره                | |
| ۲۰۱۵ | خانواده اجاره‌ای     | ویولت         | ژان-پیر آمریس               | |
| ۲۰۱۵ | طعم شگفتی‌ها         | لوئیز         | اریک بنار                   | |
| ۲۰۱۶ | و خواهرت            | ماری          | ماریون ورنو                 | |
| ۲۰۱۶ | مهیای عشق           | دیان          | لوران تیرار                 | نامزد جایزه گوی بلورین بهترین بازیگر زن                                                                               |
| ۲۰۱۶ | او                  | ربکا          | پل ورهوفن                   | نامزد جایزه ماگریت بهترین بازیگر نقش مکمل زن                                                                          |
| ۲۰۱۶ | ویکتوریا            | ویکتوریا      | ژوستین تریه                 | جایزه ماگریت بهترین بازیگر نقش مکمل زن نامزد جایزه سزار بهترین بازیگر نقش مکمل زن نامزد جایزه لومیر بهترین بازیگر زن  |
| ۲۰۱۷ | دچار کمبود          | نانالی        | امانوئل کیو                 | |
| ۲۰۱۸ | حمام بزرگ           | دلفین         | ژیل للوش                    | نامزد جایزه سزار بهترین بازیگر نقش مکمل زن                                                                            |
| ۲۰۱۸ | یک عشق ناممکن       | راشل          | کاترین کورسینی              | نامزد جایزه سزار بهترین بازیگر نقش مکمل زن نامزد جایزه گوی بلورین بهترین بازیگر زن نامزد جایزه لومیر بهترین بازیگر زن |
| ۲۰۱۸ | ادامه بده           | سیبل          | ژواکیم لافوس                | |
| ۲۰۱۹ | پیشگو               | سیبل          | ژوستین تریه                 | |
| ۲۰۲۰ | پلیس                | ویرژینی       | آن فونتن                    | در کشورهای انگلیسی‌ زبان با نام شیفت شب (Night Shift) اکران شد                                                         |
| ۲۰۲۰ | بای بای کله‌پوک‌ها    | سوز تراپه     | آلبر دوپنتل                 | نامزد جایزه سزار بهترین بازیگر زن نامزد جایزه لومیر بهترین بازیگر زن نامزد جایزه ماگریت بهترین بازیگر زن              |
| ۲۰۲۱ | بندتا               | بندتا کارلینی | پل ورهوفن                   | نامزد جایزه سزار بهترین بازیگر زن نامزد جایزه لومیر بهترین بازیگر زن                                                  |
| ۲۰۲۱ | مادلین کالینز       | ژودیت فووه    | آنتوان بارو                 | |
| ۲۰۲۱ | لوئی                |               | گیوم کنه                    | |
| ۲۰۲۱ | چشم به راه بوژانگل  | کامیل فوکه    | رژی رونسار                  | |
| ۲۰۲۲ | دون ژوان            | ژولی          | سرژ بوزون                   | |
| ۲۰۲۲ | خاطرات پاریس        | میا           | آلیس وینکور                 | جایزه سزار بهترین بازیگر زن جایزه ماگریت بهترین بازیگر زن                                                             |
| ۲۰۲۲ | کودکان مردم دیگر    | راشل          | ربکا زلوتوفسکی              | جایزه لومیر بهترین بازیگر زن                                                                                          |
| ۲۰۲۳ | فقط ما دو نفر       | بلانش / رز    | والری دونزلی                | |

### تلویزیون
| سال       | نام فیلم یا سریال          | نقش               | کارگردان           | نکته                     |
| --------- | -------------------------- | ----------------- | ------------------ | ------------------------ |
| ۲۰۰۹–۲۰۰۶ | کملوت                      | برلوون، همسر بورز | الکساندر استیه     | مجموعهٔ تلویزیونی، دو بخش |
| ۲۰۰۷      | یک عشق نامرئی              | آنا               | دانیل کاریته       | تله‌فیلم                  |
| ۲۰۰۷      | خارج از تنظیم              | در نقش خودش       |                    | مجموعهٔ تلویزیونی         |
| ۲۰۱۰      | در دست احداث، آقای تانر    | بانکدار           | استفان لیبرسکی     | تله‌فیلم                  |
| ۲۰۱۱      | بازگشت به خانه برای کریسمس | سارا              | کریستیان مره پالمر | تله‌فیلم                  |
| ۲۰۱۶      | عصر دیوانه‌دار پالماشو ۳    | در نقش خودش       |                    | مجموعه تلویزیونی         |
| ۲۰۱۷      | کارگزار مرا خبر کنید!      | در نقش خودش       | لوران تیرار        | مجموعهٔ تلویزیونی، یک بخش |

### صداپیشه
| سال  | نام فیلم                             | نقش             | کارگردان                  | نکته          |
| ---- | ------------------------------------ | --------------- | ------------------------- | ------------- |
| ۲۰۰۴ | گارفیلد                              | دکتر لیز ویلسون | پیتر هویت                 | دوبلهٔ فرانسوی |
| ۲۰۰۵ | ربات‌ها                               | پایپر           | کریس وج و کارلوز سالدانیا | دوبلهٔ فرانسوی |
| ۲۰۰۶ | گارفیلد ۲                            | دکتر لیز ویلسون | تیم هیل                   | دوبلهٔ فرانسوی |
| ۲۰۰۸ | مکس و شرکت                           | کتی             | ساموئل گیوم و فردریک گیوم |               |
| ۲۰۱۱ | گربه چکمه‌پوش                         | کیتی پنجه‌طلا    | کریس میلر                 | دوبلهٔ فرانسوی |
| ۲۰۱۲ | هتل ترانسیلوانیا                     | مِـیویس          | گندی تارتاکوفسکی          | دوبلهٔ فرانسوی |
| ۲۰۱۵ | هتل ترانسیلوانیا ۲                   | مِـیویس          | گندی تارتاکوفسکی          | دوبلهٔ فرانسوی |
| ۲۰۱۷ | جانوران کوچک خنده‌دار                 | هوگو زنبوره     | آرنو بورون و آنتون کرینگز |               |
| ۲۰۱۸ | هتل ترانسیلوانیا ۳: تعطیلات تابستانی | مِـیویس          | گندی تارتاکوفسکی          | دوبلهٔ فرانسوی |

## جایزه‌ها و نامزدی‌ها
| سال  | جایزه            | رده/شاخه                  | نام اثر          | نتیجه    |
| ---- | ---------------- | ------------------------- | ---------------- | -------- |
| ۲۰۱۲ | جایزه ماگریت     | جایزهٔ تماشاگران           | لطفاً مرا بکش     | برنده    |
| ۲۰۱۲ | جایزه ماگریت     | بهترین بازیگر نقش مکمل زن | لطفاً مرا بکش     | نامزدشده |
| ۲۰۱۷ | جایزه سزار       | بهترین بازیگر زن          | ویکتوریا         | نامزدشده |
| ۲۰۱۷ | جایزه لومیر      | بهترین بازیگر زن          | ویکتوریا         | نامزدشده |
| ۲۰۱۷ | جایزه ماگریت     | بهترین بازیگر زن          | ویکتوریا         | برنده    |
| ۲۰۱۷ | جایزه ماگریت     | بهترین بازیگر نقش مکمل زن | او               | نامزدشده |
| ۲۰۱۷ | جایزه گوی بلورین | بهترین بازیگر زن          | مهیای عشق        | نامزدشده |
| ۲۰۱۹ | جایزه سزار       | بهترین بازیگر نقش مکمل زن | حمام بزرگ        | نامزدشده |
| ۲۰۱۹ | جایزه سزار       | بهترین بازیگر زن          | یک عشق ناممکن    | نامزدشده |
| ۲۰۱۹ | جایزه گوی بلورین | بهترین بازیگر زن          | یک عشق ناممکن    | نامزدشده |
| ۲۰۱۹ | جایزه لومیر      | بهترین بازیگر زن          | یک عشق ناممکن    | نامزدشده |
| ۲۰۲۰ | جایزه سزار       | بهترین بازیگر زن          | بای بای کله‌پوک‌ها | نامزدشده |
| ۲۰۲۰ | جایزه لومیر      | بهترین بازیگر زن          | بای بای کله‌پوک‌ها | نامزدشده |
| ۲۰۲۰ | جایزه ماگریت     | بهترین بازیگر زن          | بای بای کله‌پوک‌ها | نامزدشده |
| ۲۰۲۲ | جایزه سزار       | بهترین بازیگر زن          | بندتا            | نامزدشده |
| ۲۰۲۲ | جایزه لومیر      | بهترین بازیگر زن          | بندتا            | نامزدشده |
| ۲۰۲۳ | جایزه لومیر      | بهترین بازیگر زن          | کودکان مردم دیگر | برنده    |
| ۲۰۲۳ | جایزه سزار       | بهترین بازیگر زن          | خاطرات پاریس     | برنده    |